# Vinko Jelovac
Vinko Jelovac fue un jugador y entrenador de baloncesto croata, que ocupaba la posición de pívot. Nació el 18 de septiembre de 1948, en Osijek, RFS Yugoslavia. Tras una exitosa carrera como jugador, en las que consiguió 8 medallas en competiciones internacionales con Yugoslavia, cambió cancha por banquillo, entrenando a equipos como el KK Split, Cibona, y Maccabi, entre otros.

## Clubes
- 1969-1980  Union Olimpija